# Aleksej Aleksandrovič Romanov
Aleksej Aleksandrovič Romanov (San Pietroburgo, 14 gennaio 1850 – Parigi, 14 novembre 1908) è stato il sesto figlio (quarto maschio) dell'imperatore Alessandro II di Russia e della prima moglie, Maria Aleksandrovna, nata Maria Massimiliana d'Assia-Darmstadt. Destinato alla carriera navale, Aleksej iniziò il suo addestramento militare all'età di sette anni; a vent'anni fu nominato luogotenente della Marina Imperiale Russa e aveva già visitato tutti i porti militari della Russia europea. Nel 1871 venne inviato come ambasciatore negli Stati Uniti d'America ed in Giappone.
Nel 1883 venne nominato ammiraglio generale. Diede un significativo contributo all'equipaggiamento della Marina russa con nuove navi e modernizzando i porti navali. Nel 1905, dopo la sconfitta nella battaglia di Tsushima, venne sollevato dall'incarico. Morì a Parigi nel 1908.

## Gioventù
Il granduca Aleksej Aleksandrovič Romanov di Russia nacque a San Pietroburgo il 14 gennaio 1850, figlio dello zar Alessandro II e della zarina Maria Aleksandrovna; suoi fratelli e sorelle maggiori furono la granduchessa Aleksandra Aleksandrovna, lo zarevic Nikolaj Aleksandrovič, l'imperatore Alessandro III di Russia, il granduca Vladimir Aleksandrovič e la granduchessa Marija Aleksandrovna. Suoi fratelli minori furono i granduchi Sergej Aleksandrovič e Pavel Aleksandrovič.
Il granduca Aleksej venne destinato ad una carriera nella Marina fin dalla sua fanciullezza: all'età di sette anni egli ricevette il grado di mishipman, paragonabile al grado italiano di aspirante guardiamarina. L'anno successivo Konstantin Nikolaevič Pos'et venne nominato suo tutore. Mentre gli inverni erano dedicati allo studio teorico, durante le estati egli si allenò sulle navi da guerra russa della flotta del Baltico, di stanza nel porto di San Pietroburgo. L'allenamento era duro, ma gli diede la possibilità di far pratica su numerose imbarcazioni:
- nel 1860 sul panfilo Štandart, in un viaggio da Peterhof a Livada;
- nel 1861 – 1863 sul panfilo Zabava sotto la bandiera del contro-ammiraglio Posyet nel golfo di Finlandia e nel golfo di Botnia;
- nel 1864 sulla fregata Svetlana nel golfo di Finlandia e nel mar Baltico;
- nel 1866 sulla fregata Osljabja durante un viaggio di addestramento estensivo fino alle Azzorre.[1]

Il 18 settembre 1866 Aleksej venne promosso luogotenente; continuò la sua carriera servendo come ufficiale a bordo della fregata Aleksander Nevskij in un viaggio attraverso il Mediterraneo fino al Pireo, dove partecipò al matrimonio della cugina Ol'ga Konstantinovna Romanova con Giorgio I di Grecia.
Nel 1868 fece un viaggio nella Russia meridionale viaggiando in treno da San Pietroburgo fino a Nikolaevsk, proseguendo in nave lungo il Volga fino ad Astrachan'; si imbarcò quindi su una nave militare per un viaggio nel mar Caspio fino a Baku, Petrovsk (ora Machačkala) ed infine in Iran. Attraversò quindi il Caucaso e raggiunse Poti dove la Aleksander Nevski era ormeggiata. Da qui proseguì per Costantinopoli, Atene e le isole Azzorre. Nel viaggio di ritorno la nave fece naufragio al largo delle coste dello Jutland durante una tempesta nel mare del Nord; nonostante la nave venne persa, l'equipaggio, compreso Aleksej Aleksandrovič, rimase illeso e poté raggiungere la costa.
Nel gennaio del 1870 il Granduca raggiunse la maggiore età per la legislazione russa. L'evento fu ricordato con due giuramenti: il primo quello militare ed il secondo di obbedienza dei granduchi alla famiglia imperiale russa. Nel giugno 1870 Aleksej iniziò l'ultima parte del suo addestramento: questo incluse la navigazione su acque interne a bordo di un cutter dotato di motore a vapore, sulla rotta da San Pietroburgo fino a Arcangelo, lungo il sistema di canali di Mariinsk ed il fiume Dvina Settentrionale. Dopo aver visitato le strutture scolastiche ed industriali di Arkhangel'sk, egli iniziò il suo allenamento in condizioni artiche, sulla corvetta Variag. Il viaggio lo portò fino alle isole Soloveckie, continuando attraverso il mar Bianco ed il mare di Barents fino alle Novaja Zemlja; di qui proseguì fino a Kola Bay ed alla città di Murmansk, i porti della Norvegia e dell'Islanda. Ritornò a Kronštadt alla fine di settembre.

## Relazione con Aleksandra Žukovskaja
Nel 1869 – 1870 Aleksej intrattenne una relazione amorosa con Aleksandra Žukovskaja, figlia del poeta Vasilij Andreevič Žukovskij, che aveva otto anni più di lui. Ebbero un figlio, Aleksej, nato il 26 novembre 1871. Lo zar Alessandro II si oppose fortemente a questa relazione.
Alcuni storici ritengono che i due avessero contratto matrimonio morganatico e che in seguito il matrimonio fosse stato annullato dalla Chiesa ortodossa russa, in quanto, secondo la "Legge Fondamentale della Casa Imperiale", il matrimonio era illegale. In ogni caso gli articoli 183 e 188, che proibivano i matrimoni senza il consenso dell'imperatore, furono inclusi nella legge solamente con la revisione del 1887 ad opera dello zar Alessandro III. Le norme in vigore nel 1870 non proibivano quindi i matrimoni morganatici, ma semplicemente escludevano la discendenza che ne derivava dalle pretese alla successione al trono. Non esiste d'altronde alcuna prova del matrimonio o del divorzio o anche solo del fatto che il Granduca abbia richiesto il permesso di sposarsi. Dal momento che Aleksandra non era aristocratica ed inoltre era figlia di un figlio illegittimo di un possidente terriero russo e di una schiava turca, un matrimonio del genere sarebbe stato impensabile.
Indispettito per la liaison del figlio, Alessandro II rifiutò persino di concedere alla Žukovskaja un titolo nobiliare, cosa che avrebbe ufficialmente riconosciuto la paternità del Granduca, ma non la legittimità; anche le altre corti europee rifiutarono di darle un titolo. Infine, il 25 marzo 1875, Aleksandra fu in grado di assicurarsi il titolo di baronessa di Seggiano dalla Repubblica di San Marino, con il diritto di trasmetterlo al figlio Aleksej ed ai discendenti maschi primogeniti. Fu solo nel 1883 che lo zar Alessandro III, fratello maggiore di Aleksej Aleksandrovič, concesse al barone di Seggiano il titolo di conte Belevsky e nel 1893 approvò il suo stemma.

## Tourdegli Stati Uniti

### Viaggio verso gli Stati Uniti
Dopo la visita ufficiale del 1867 a San Pietroburgo di uno squadrone americano al comando dell'ammiraglio David Farragut, il governo russo iniziò a progettare una visita di alto livello della Marina russa. Dopo lunghi negoziati fu deciso che la delegazione russa sarebbe stata presieduta dal granduca Aleksej Aleksandrovič Romanov; l'annuncio ufficiale della visita fu dato il 29 giugno 1871 da Nikolaj Karlovič Krabbe, ministro della Marina Imperiale Russa.

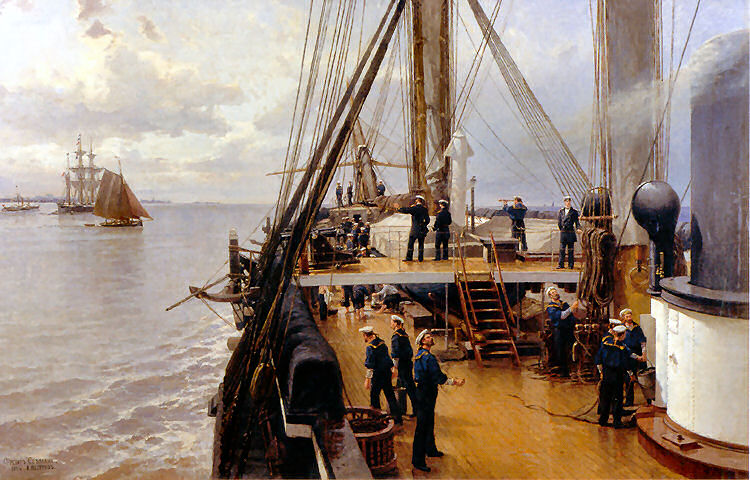
Preparativi per il viaggio negli Stati Uniti a bordo della fregata Svetlana

Il contingente russo, sotto il comando dell'ammiraglio Konstantin Nikolaevič Pos'et a bordo della fregata Bogalye, includeva anche le fregate Svetlana (su cui il granduca serviva da luogotenente) e Ammiraglio generale, la corvetta Ignatiev e la lanciamissili Abrek. Prima di raggiungere gli Stati Uniti la flotta russa avrebbe dovuto incontrare la fregata Vsadnik della Flotta del Pacifico Russo. Benché tutte le navi fossero equipaggiate con motori a vapore, la maggior parte del viaggio fu fatta con le vele, in modo tale da evitare di effettuare scali nei porti per le forniture di carbone. Senza contare lo staff personale del Granduca, l'equipaggio contava 200 ufficiali e più di 3.000 marinai. Lo squadrone partì da Kronštadt il 20 agosto 1871.
La flottiglia fece la prima tappa a Copenaghen, dove il Granduca fece visita al re Cristiano IX di Danimarca; mentre attraversavano la Manica i russi incontrarono una flotta della Royal Navy che li scortò fino a Plymouth, dove Aleksej si trattenne con il duca di Edimburgo. Venne quindi programmata una visita a Balmoral Castle, ma questa venne cancellata a causa di una malattia del principe di Galles, cosa che preoccupò notevolmente la regina Vittoria. Lo squadrone russo levò quindi l'ancora da Plymouth il 26 settembre e, in rotta per New York, si fermò un paio di giorni a Funchal, nell'arcipelago di Madera, ripartendo il 9 ottobre.
La flotta russa venne incrociata da una squadra americana al comando del vice-ammiraglio Stephen Clegg Rowan, ammiraglio di porto di New York, a bordo della fregata Congress. L'ammiraglio Samuel Phillips Lee, comandante della flotta del Nord Atlantico, attendeva gli ospiti a bordo della sua nava di bandiera, la Severn. Le altre navi della flotta erano la Iroquois e la Kansas, scortate da numerosi rimorchiatori.
Nel frattempo era stato costituito un comitato di benvenuto a New York, presieduto da William Henry Aspinwall; tra i suoi membri erano presenti Moses H. Grinnell, il generale Irvin McDowell, Theodore Roosevelt, il contrammiraglio S. W. Godon, John Taylor Johnston, Albert Bierstadt, Lloyd Aspinwall. Dopo un breve ritardo causato dalle condizioni meteorologiche incontrate, i russi gettarono le ancore nel porto di New York il 21 novembre 1871 e qui il Granduca venne salutato dal generale John Adams Dix; venne organizzata quindi una parata militare per le strade della città ed in seguito Aleksej partecipò ad una messa di ringraziamento in una cappella russa.

### Ricevimento del presidente Grant

Ritratto ufficiale del presidente Grant

Il 22 novembre il Granduca lasciò New York per raggiungere Washington su un treno speciale, lasciato a sua disposizione dalla New Jersey Railroad and Transportation Company (Compagnia ferroviaria e di trasporti del New Jersey). Il convoglio era composto di tre vagoni: il Commissariat, dotato di tutte le moderne comodità di un hotel, compresi magazzini e dispense, il Ruby, un vagone ristorante dove potevano essere accolte ventotto persone, con cucina, ghiacciaia e cantina per i vini, e The Kearsarge, usato come salotto e stanza da letto.
Il 23 novembre Aleksej Aleksandrovič venne ricevuto dal presidente Ulysses Simpson Grant, assieme alla moglie Julia ed alla figlia Nellie. La maggior parte dei membri del gabinetto erano presenti all'evento: Hamilton Fish (segretario di Stato), Columbus Delano (ministro degli Interni) con la moglie, Amos Tappan Akerman (procuratore generale) e consorte, George S. Boutwell (ministro del Tesoro), George Maxwell Robeson (ministro della Marina), il generale Frederick Tracy Dent (cognato del presidente e ministro della Guerra), John Creswell (direttore generale delle Poste statunitensi) ed infine i generali Horace Porter e Orville E. Babcock.
Il Granduca arrivò alle 13:00 in compagnia del ministro Katakazi, dell'ammiraglio Posyet e di altri membri del suo seguito. Il presidente degli Stati Uniti e i suoi collaboratori membri del Gabinetto lo ricevettero nella Blue Room dove vennero effettuate le presentazioni. Il presidente scortò quindi Aleksej nella Red Room dove incontrò le signore; il colloquio durò solo quindici minuti e poi il Granduca se ne andò. La visita a Washington fu però adombrata dal dispiacere di Grant causato dal rifiuto del governo russo di richiamare Konstantin Katacazi, ministro plenipotenziario della Russia negli Stati Uniti.
L'intera visita alla capitale durò solo un giorno; nessun intrattenimento formale venne organizzato a Washington in onore del Granduca, benché per tutte le altre visite di membri di famiglie reali alla Casa Bianca furono organizzate delle cene. Cene formali furono infatti date quando John Tyler aveva ricevuto Francesco d'Orléans, principe di Joinville, quando Abraham Lincoln aveva incontrato il principe Napoleone Giuseppe Bonaparte ed anche quando Grant aveva ricevuto Kamehameha V, re delle isole Sandwich. La sera della visita alla Casa Bianca Aleksej ed il suo staff cenarono a casa del ministro Katakazi assieme al generale Porter, unico ufficiale americano partecipante.
Alla sua partenza, venne chiesto al Granduca se avesse intenzione di fare ritorno a Washington ed egli espresse il desiderio di essere presente durante una sessione del Congresso; purtroppo la difficile situazione diplomatica causata dalla presenza del ministro russo impedì che questo potesse essere organizzato. Era stata inoltre prospettata la possibilità che durante la visita si stipulasse un trattato per un'alleanza militare tra Russia e Stati Uniti, ma questo non avvenne.
Il giorno seguente Aleksej Aleksandrovič salì sul suo treno e si diresse ad Annapolis dove visitò l'Accademia navale, per poi tornare a New York.

### Costa orientale

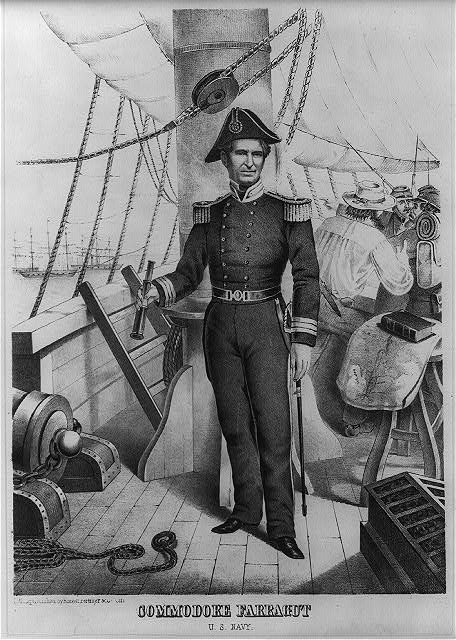
Farragut in the shrouds of the Hartfort at the battle of Mobile Bay, William Page

A New York Aleksej Aleksandrovič visitò il Brooklyn Navy Yard, Fort Wadsworth e le fortificazioni sull'isola dei Governatori; fece inoltre una rivista alla caserma dei pompieri di Tompkins Square. Momento culminante del soggiorno fu il viaggio in battello sullo Hudson per la visita dell'Accademia Militare degli Stati Uniti a West Point.
Qui vennero organizzati numerosi balli in suo onore, tra cui i più importanti furono quelli tenutosi al Navy Yard e all'Accademia di Musica, dove Aleksej partecipò inoltre alle rappresentazioni operistiche del Faust e della Mignon. Si dedicò inoltre agli acquisti, fermandosi ai negozi A. T. Stewart e Tiffany & Co., dove acquistò gioielli e statue in bronzo.
Il 2 dicembre 1871, all'Accademia Nazionale di Disegno, venne organizzata una cerimonia in cui il granduca Aleksej incontrò Samuel F. B. Morse, William Stoddard, William Page, Albert Bierstadt e molti altri artisti. Il dipinto Farragut in the shrouds of the Hartfort at the battle of Mobile Bay (traducibile come "Farragut nelle nebbie di Hartfort alla battaglia di Mobile Bay") di William Page fu consegnato al principe russo come dono della cittadinanza di New York per lo zar Alessandro II. Il generale John Adams Dix consegnò il quadro e la pergamena allegata con un commento in cui auspicava che si cementasse ulteriormente l'unione esistente tra Stati Uniti e Russia. Il dipinto venne collocato a bordo della nave ammiraglia della flotta russa per il trasporto in patria.
Il 3 dicembre 1871, il granduca Aleksej partì per Filadelfia, dove trovò ad accoglierlo il generale George G. Meade e l'ammiraglio Turner. Visitò il Girard College, il Baird Locomotive Works e il Navy Yard; dimostrò particolare interesse per la fiera metodista e la sala dell'orticoltura, dove le signore gli donarono un levriero afgano.
Dal 7 al 14 dicembre Aleksej soggiornò a Boston, in Massachusetts, presso l'hotel Revere House; in questa occasione venne preparato per il Granduca il landò usato da Lincoln durante la sua visita a Boston. Aleksej venne ufficialmente accolto alla City Hall e alla State House. Durante la sua permanenza il Granduca visitò l'Università Harvard ed i sobborghi di Cambridge, così come molte scuole private dell'area, oltre al campo di battaglia di Bunker Hill ed i cantieri navali di Charlestown.
Aleksej Aleksandrovič presenziò inoltre ad un festival musicale, dove cantò un grande coro composto da 1.200 bambini; in suo onore venne suonata una marcia di benvenuto, composta appositamente da Julius Eichberg e dedicata a "Sua Altezza Imperiale".
Al Boston Theatre venne organizzato un ballo in suo onore; la revisione delle spese ha mostrato come il costo totale ammontasse a 14.678,58 dollari (equivalenti a circa 750.000 dollari di oggi), di cui solamente 8.916,29 coperti dalla vendita di biglietti ed altri corrispettivi.

### Deviazione in Canada
Il 17 dicembre 1871 Aleksej Aleksandrovič lasciò Boston in treno per recarsi in Canada. Si fermò prima a Montréal, dove si intrattenne per una colazione con il sindaco della città, e poi visitò Lachine, nel Québec. Raggiunse infine Clifton Hill il 22 dicembre 1871, passando per Ottawa e Toronto. Durante il tragitto il treno si fermò a Hamilton, nell'Ontario, dove ricevette un telegramma dalla regina Vittoria in cui lo si informava che il Principe di Galles si era ripreso dalla sua malattia. Da Clifton Hill la compagnia del Granduca si recò in slitta fino alle cascate del Niagara e, dopo essersi vestiti con indumenti ricoperti d'olio usati dai pescatori, si recarono sotto le cascate. Il Granduca attraversò poi il fiume Niagara sopra un nuovo ponte sospeso e visitò la parte statunitense delle cascate.

### Visita al Midwest
Il 23 dicembre il granduca Aleksej si rimise nuovamente in viaggio in treno, questa volta verso Buffalo, nello stato di New York, dove trascorse il Natale. Il giorno di Natale andò all'opera a vedere la Parepa-Rosa Opera Company britannica; dopo la rappresentazione egli mandò al soprano Euphrosyne Parepa-Rosa un braccialetto con turchesi e diamanti. Il giorno seguente, Santo Stefano, il Granduca si recò a Cleveland, in Ohio, dove visitò le acciaierie e le altre industrie di Newburgh Heights; visitò poi i pompieri di Cleveland e la mostra nazionale degli inventori. Si fermò quindi a Detroit, lungo la strada per Chicago, dove arrivò il 30 dicembre. La città si stava riprendendo dal grande incendio che l'aveva recentemente colpita; Joseph Medwill, il sindaco di Chicago, aveva scritto ad Aleksej Aleksandrovič la seguente lettera:
Il Granduca visitò la parte della città distrutta dal fuoco e rimase stupito dal ritmo delle attività di ricostruzione; Aleksej donò 5.000 dollari (equivalenti a circa 250.000 dollari attuali) in oro per le persone rimaste senza abitazione. Ironia della sorte, lo stesso giorno in cui il principe russo arrivò a Chicago, uno speciale grand jury accusò di corruzione tredici membri del consiglio comunale cittadino. Il Granduca, durante la visita, si recò anche presso i recinti del bestiame ed un impianto di lavorazione della carne.
Dal momento che il Tremont House Hotel era bruciato completamente nell'incendio, Aleksej Aleksandrovič venne ospitato al New Tremont House che era stato aperto in Michigan Avenue, dove venne premiato con l'onorificenza Freedom of the City. Il giorno di Capodanno, il generale Philip Henry Sheridan lo iniziò all'usanza americana di far delle brevi visite di inizio anno alle signore. Dal 2 al 4 gennaio il Granduca visitò Milwaukee, nel Wisconsin, ed il 5 gennaio arrivò a Saint Louis, nel Missouri, dove rimase per oltre una settimana.
A Saint Louis Aleksej Aleksandrovič assistette ad uno spettacolo comico durante il quale Lydia Thompson, un'attrice trentaseienne, cantò la canzone If Ever I Cease To love; si dice che il Granduca rimase molto affascinato sia dall'attrice che dalla canzone, tanto che, probabilmente, ella ripeté l'esibizione privatamente per Aleksej durante un loro appuntamento. Lydia Thompson non fu però l'unica donna ad attirare gli sguardi del Granduca: egli infatti si invaghì anche di una dama che ballò con lui una sera, Sallie Shannon di Lawrence, nel Kansas.
Infine il 12 gennaio egli arrivò ad Omaha, in Nebraska.

### Gita nei territori di caccia

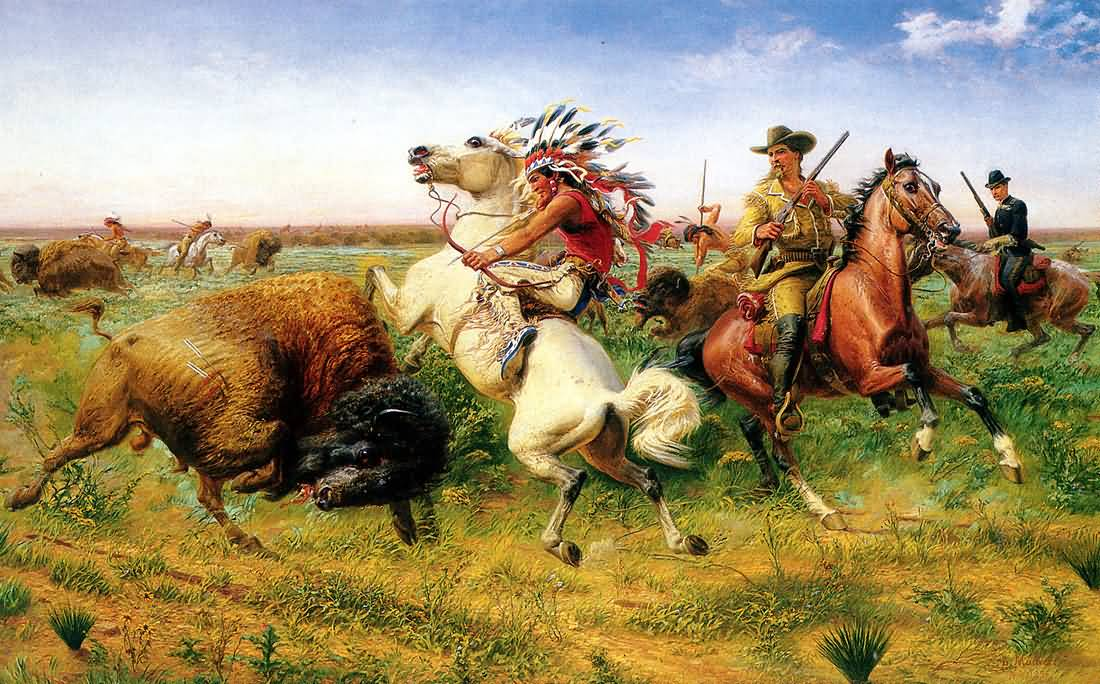
The Great Royal Buffalo Hunt, stampa a colori di Louis Maurer, 1895

Venne organizzata una battuta di caccia per Aleksej Aleksandrovič ed i preparativi furono lunghi e complessi, condotti sotto il comando del generale Joel Palmer; per l'evento furono mobilitati due compagnie di fanteria, due compagnie di cavalleria, la banda del reggimento di cavalleria, oltre a battistrada, mandriani, guide e cuochi.
Il Granduca, in compagnia del generale Philip Sheridan e del generale George Armstrong Custer, quest'ultimo nominato gran maresciallo della caccia, arrivò a Fort McPherson il 13 gennaio 1872 su un treno speciale fornito dalla Pennsylvania Railroad Company. Vennero salutati da una folla entusiasta, tra cui spiccava William Frederick Cody, meglio noto come Buffalo Bill; dopo alcuni discorsi il seguito del Granduca partì per i territori di caccia.
Aleksej Aleksandrovič Romanov ed il generale Sheridan viaggiarono in una carrozza aperta cui era attaccato un tiro a quattro; Buffalo Bill scortò il convoglio con cinque ambulanze, un carrozzone leggero per i bagagli, tre vagoni di «champagne e alcolici reali» e circa quindici-venti cavalli da sella. Un ricambio di cavalli fu approntato a Medicine Creek, pressappoco a metà strada dal campo base, e qui la compagnia si fermò per pranzo. Il viaggio proseguì fino a quello che venne chiamato Camp Alexis sul Red Willow Creek. La banda del Secondo Cavalleria era già sul luogo e pronta a suonare Hail to the Chief quando il Granduca arrivò. L'intero viaggio durò circa otto ore su un percorso di circa 50 miglia.
L'accampamento consisteva di due tende destinate ad infermeria (usate anche come sala da pranzo), dieci grandi tende e altre per la servitù ed i soldati; la grande tenda destinata ad Aleksej fu tappezzata con tappeti orientali.
Buffalo Bill aveva discusso della partita di caccia con Coda Chiazzata, capo della tribù dei Brulé Lakota, il quale aveva acconsentito ad incontrare il «grande capo da oltre l'acqua che viene qui per visitarmi». Circa 600 guerrieri di differenti tribù Sioux, guidati da Coda Chiazzata, Cappello da Guerra, Cappello Nero, Foglia Rossa, Marmotta e Assassino dei Pawnee, si assemblarono per omaggiare il Granduca. Vennero quindi ricompensati con 10.000 razioni di farina, zucchero, caffè e 1.000 libbre di tabacco - in tutto venticinque vagoni.
All'inizio dell'evento, Coda Chiazzata, vestito in un abito che non gli andava bene, con una cintura dell'esercito di traverso ed un look sgraziato, venne presentato al granduca Aleksej; il capo indiano stese la mano e salutò il russo con il tradizionale "How".
Con grande divertimento di Aleksej Aleksandrovič gli indiani eseguirono degli esercizi di equitazione, uso delle lance e tiro con l'arco; venne poi inscenata una finta battaglia per mostrare l'arte bellica indiana che si concluse con una gran danza di guerra. Venne notato che il Granduca prestò un'attenzione considerevole ad una cameriera indiana di bell'aspetto; preoccupato che sua madre, l'imperatrice Maria Aleksandrovna, potesse ricevere dei resoconto del suo flirt, le scrisse da Saint Louis: «A proposito del mio successo con le signore americane di cui tanto si è scritto nei quotidiani, io posso dire apertamente che è una completa assurdità. Dall'inizio mi osservavono come avrebbero guardato un animale selvatico, come un coccodrillo o qualche altra bestia insolita.»
Nacque però un litigio quando il generale Custer, probabilmente ubriaco di champagne, fece degli approcci piuttosto triviali alla bella figlia sedicenne di Coda Chiazzata. Aleksej fu in grado di sedare il conflitto con doni di coperte rosse e verdi, coltelli da caccia con l'impugnatura in avorio ed una grande borsa di dollari d'argento. Un formale concilio venne tenuto nella tenda di Sheridan e venne fatta circolare la pipa della pace. Coda Chiazzata approfittò dell'occasione per avanzare la propria richiesta del diritto di cacciare liberamente a Sud del fiume Platte e di commerciare in più di un unico negozio.

### Caccia al bisonte

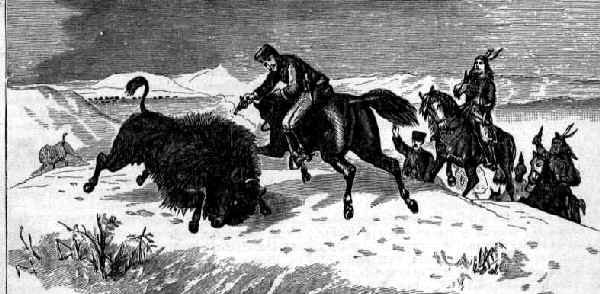
Il granduca Aleksej uccide un bisonte con un colpo di pistola nella Red Willow Valley (stampa del 1879)

La grande caccia ebbe luogo il giorno del ventiduesimo compleanno del Granduca, ovvero il 14 gennaio 1872; per l'occasione egli si abbigliò con una giacca e dei pantaloni di pesante stoffa grigia con ricami verdi, con bottoni recanti inciso lo stemma della casa imperiale russa; portava inoltre gli stivali fuori dai pantaloni, alla maniera europea, cosa piuttosto inusuale per i suoi ospiti americani. Aleksej Aleksandrovič portò con sé un coltello da caccia russo, un revolver americano con gli stemmi russi e statunitensi sull'impugnatura, pistola che gli era stata da poco regalata. Il gruppo di cacciatori si avvicinò alle mandrie di bisonti che si trovava nella zona di Red Willow Creek; il Granduca cavalcava il rinomato Buckskin Joe, il cavallo da bisonti di William Cody, che era stato addestrato a galoppare alla massima velocità e nel contempo a consentire di prendere un'ottima mira. Appena si riuscì ad individuare una mandria, circa due miglia più avanti, Aleksej volle tentare una carica, ma venne trattenuto da William Cody; la compagnia invece si avvicinò controvento e quando si trovarono ad un centinaio di iarde dal bisonte, il Principe russo, non abituato a sparare da un cavallo in corsa, fece fuoco, ma mancò il bersaglio. Cody si avvicinò ad Aleksej e gli diede il suo famoso fucile calibro 48, "Lucretia", quello con il quale egli disse di avere ucciso 4.200 bisonti, e gli consigliò di non far fuoco fino a quando non fosse arrivato al fianco dell'animale. Quando il Granduca riprovò, riuscì nell'impresa; la pelle venne accuratamente rimossa e preparata, e Aleksej la portò con sé a casa come souvenir della sua caccia sulle pianure del Far West. Il primo giorno di caccia vennero uccisi dai venti ai trenta bisonti; la compagnia tornò quindi all'accampamento, dove venne distribuito liberamente champagne ed altre bevande e la serata venne trascorsa con spirito da frontiera.
La mattina seguente Coda Chiazzata chiese di poter cacciare a fianco di Due Lance, capo dei Nakota Sioux, in modo che il Granduca potesse vedere una dimostrazione della tecnica di caccia indiana; avvicinandosi ad una mandria di bisonti, Due Lance mostrò la propria abilità uccidendo un grande animale con una freccia che attraversò interamente il corpo del bufalo in corsa. La freccia venne conservata e donata ad Aleksej Aleksandrovič, il quale aveva ucciso altri due bisonti, uno dei quali a cento passi di distanza con un colpo di pistola.
Quando la partita di caccia si concluse, di ritorno a Fort McPherson, il generale Sheridan propose che Buffalo Bill prendesse le redini e mostrasse ad Aleksej Aleksandrovič il vecchio stile di guida dei carri nelle pianure, con i cavalli al galoppo: la pesante ambulanza sobbalzava sulla prateria sconnessa mentre gli occupanti riuscivano a stento a rimanere ai loro posti. Il granduca Aleksej apprezzò molto la caccia: quando lui e Buffalo Bill si separarono a Fort McPherson, il Granduca regalò al compagno un cappotto di pelliccia e dei preziosi gemelli per camicia.

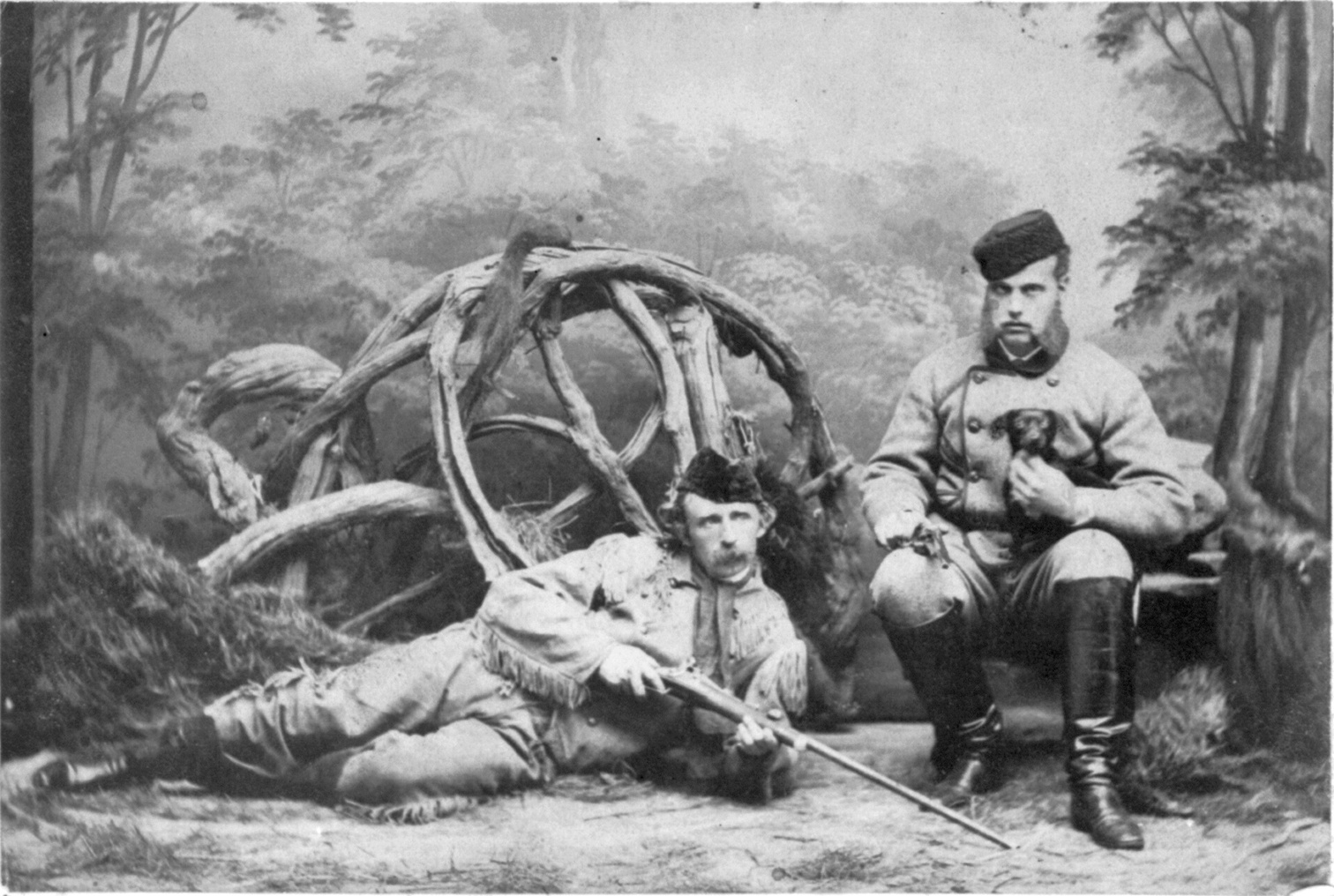
Aleksej Aleksandrovič Romanov ed il generale Custer a Topeka, il 22 gennaio 1872

Da qui il seguito del Granduca proseguì in treno fino a Denver, dove arrivò il 17 gennaio; mentre soggiornavano nella città, Aleksej partecipò ad un ballo organizzato dal club dei pionieri e visitò alcune miniere. Il principe russo sembrava amare la nuova attività che aveva appena appreso e cacciò nuovamente i bisonti nei pressi di Colorado Springs, nel suo viaggio di ritorno da Denver, attraverso il Kansas, fino a Saint Louis. I cavalli utilizzati per questa seconda partita di caccia non erano però addestrati per i bisonti: numerosi cacciatori si ferirono durante la confusione che venne a crearsi; Aleksej rimase però illeso ed anzi riuscì ad abbattere venticinque capi. Addirittura ne colpì alcuni altri dal treno mentre era in corsa attraverso il Kansas occidentale verso Topeka, che venne raggiunta il 22 gennaio. Si ritiene che quando raggiunsero Saint Louis ormai le scorte di caviale e champagne fossero state esaurite.
Il generale Custer divenne uno dei migliori amici del Granduca; egli continuò ad accompagnare Aleksej ed il suo entourage attraverso il Kansas, fino a Sain Louis, ed infine in Florida. I due mantennero una continua corrispondenza fino alla morte di Custer.
Negli Stati Uniti questa caccia venne ricordata come "The Great Royal Buffalo Hunt", ossia "La Grande Caccia Reale al Bufalo"; a partire dal 2000 l'Hayes Center del Nebraska, organizza ogni anno il Grand Duke Alexis Rendezvous, una rievocazione della caccia al bisonte.
Il granduca Aleksej Aleksandrovič ricevette in regalo dal capo Coda Chiazzata una wigman indiana ed un arco con frecce, che il Granduca portò con sé a San Pietroburgo (verranno poi conservate al museo di Tver'). In memoria delle sue avventure in America, il Granduca organizzò ogni anno un intrattenimento speciale: attori giungevano in un villaggio di tende con grossi carri trainati da pesanti cavalli, sul lago dei palazzi c'erano delle piroghe "indiane", uomini con spada e tomahawk ballavano con donne abbigliate in lunghe e vecchie gonne. La rappresentazione doveva servire per dare ai partecipanti l'impressione di trovarsi nel "Vecchio Ovest Americano".

### Stati meridionali
Mentre si trovava a Saint Louis il Granduca fece una breve visita a Cincinnati, nell'Ohio, il 26 gennaio; il 28 gennaio egli lasciò Louisville, nel Kentucky, dove aveva visitato Mammoth Cave. Continuò il suo viaggio in battello arrivando il 2 febbraio 1872 a Memphis, nel Tennessee, a bordo del Great Republic; dopo aver visitato la città egli partì l'8 febbraio sul James Howard e, dopo una sosta a Vicksburg, arrivò infine a New Orleans.

### Visita a New Orleans
Il Granduca partecipò alle celebrazione del martedì grasso del 1872 a New Orleans, dove fu l'ospite d'onore che ebbe il compito di effettuare la rivista dell'inaugurale Rex parade.
Ci sono molte leggende a proposito della visita del Granduca a New Orleans. Benché alcuni ritengano che gli imprenditori locali avessero pianificato la parata del primo giorno per onorare Aleksej, questo non era vero. New Orleans stava lottando per riprendersi dagli effetti della guerra civile; allo stesso tempo alcuni leader cittadini ravvisarono la necessità di portare ordine nelle caotiche parate di strada del martedì grasso. Progettarono quindi la parata in tutto e per tutto e colsero quindi l'opportunità di giovarsi della visita del Granduca. Venne costituito un nuovo comitato composto dai cittadini più importanti e gli venne attribuito il nome di "School of Design", il cui presidente era il Rex (l'organizzazione è infatti attualmente conosciuta come Rex Organization); il gruppo di giovanotti che fondò il comitato auspicò non solamente di intrattenere il Principe, ma anche di creare una parata diurna che potesse essere divertente e attrattiva anche per i cittadini ed i turisti. Selezionarono quindi uno dei loro membri, Lewis J. Salomon, il raccoglitore di fondi dell'organizzazione, per essere il primo Rex, il re del carnevale. Prima che potesse iniziare il suo regno dovette prendere in prestito corona, scettro e costume da Lawrence Barret, un famoso attore scespiriano che stava recitando il Riccardo III al Varieties Theater.
Contemporaneamente il tour di Lydia Thompson raggiunse New Orleans e il suo spettacolo venne allestito all'Accademia di musica in St. Charles Avenue; i pettegolezzi sul corteggiamento tra il Granduca e l'attrice raggiunsero la Louisiana e furono debitamente amplificati soprattutto per assicurare il pienone agli spettacoli. Aleksej Aleksandrovič aveva già visto la performance e non si presentò agli spettacoli intrattenendosi al Jockey Club; inoltre le preferenze del Granduca, nel frattempo, erano cambiate: le sue attenzioni erano state catturate dall'attrice Lotta Crabtree, che aveva uno dei ruoli principali nella recita The Little Detective. Benché il loro incontro fosse breve, Aleksej le inviò un braccialetto di diamanti, opali e perle a Memphis, successiva tappa del percorso di Lotta.
Il Granduca assistette comunque alla Rex parade; secondo le storie che circolarono, la canzone If Ever I Cease to Love venne scelta come inno della parata perché si riteneva fosse la melodia preferita di Aleksej. In realtà lo sciocco motivetto era stato scritto da George Leybourne e pubblicato a Londra nel 1871; la canzone era popolare a New Orleans già tempo prima della prima Rex parade del 1872. L'adattamento locale del testo fu probabilmente opera del giornalista E. C. Hancock, il cui giornale aveva pubblicato una parodia nel 1871.
Le parole vennero modificate ed adattate nel modo seguente:
(E. C. Hancock, If Ever I Cease to Love)
Aleksej Aleksandrovič non cavalcò mai un bisonte in Texas, ma d'altronde Nebraska non faceva rima con Alexis.
Si ritiene inoltre che al Granduca venisse concesso l'onore di scegliere il colore ufficiale del martedì grasso: seguendo la tradizione araldica, optò per il Porpora che simboleggiava la giustizia, il verde per la speranza e l'oro per il potere; la voce secondo la quale questi fossero stati i colori della dinastia Romanov è comunque errata.
La parata cui assistette il Granduca aveva ben poche somiglianze, comunque, con quelle di adesso; il Rex cavalcava un destriero, e non un salvagente, mentre la parata che lo seguiva era composta per la maggior parte da maschere; erano inoltre presenti bande che si fermavano e suonavano l'inno nazionale russo in onore di Aleksej Aleksandrovič. Molte tradizioni, come ad esempio quella della scelta del Rex, il Re della Parata, dell'inno del Rex e dei colori della parata risalgono però alla visita del Granduca.
La flotta russa salpò da Pensacola, in Florida, il 22 febbraio 1872. Si pensa che centinaia di libbre di bisonte congelato vennero accuratamente immagazzinate a bordo.
Nonostante Libbie Custer, la moglie del generale Custer, ritenesse che il Granduca fosse più interessato a «belle ragazze e musica» che non al Paese che stava visitando, Aleksej Aleksandrovič spese la maggior parte del suo tempo cercando di capire gli Stati Uniti.

## Ambasciatore in Giappone

### Viaggio nell'Estremo Oriente
Sulla rotta di casa la flotta russa dapprima si fermò all'Avana, a Cuba, gettando lì l'ancora il 29 febbraio: a quel tempo Cuba era ancora una colonia spagnola e nel mezzo della Guerra dei dieci anni contro i rivoltosi che volevano proclamare l'indipendenza dell'isola. Benché ci fossero combattimenti nella parte occidentale dell'isola contro i ribelli guidati da Carlos Manuel de Céspedes, le ostilità non impedirono al governatore Blas Villate, conte di Valmaceda, di ricevere il granduca con tutti gli onori. Durante il suo soggiorno all'Avana, balli furono organizzati ogni sera ed Aleksej assisté alla rappresentazione di Crispino e la comare e Martha al Gran Teatro dell'Avana. Il granduca inoltre visitò le opere del Canal de Vento (successivamente Acueducto de Albear) per il rifornimento idrico della città, vide una lotta di galli a Marianao e una corrida alla Plaza de Torros dell'Avana. Nei giorni seguenti visitò la valle del fiume Yumurí e la città di Matanzas.
La tappa seguente fu Rio de Janeiro, dove i russi arrivarono il 3 giugno 1872. Il Granduca incontrò l'imperatore Pietro II del Brasile a bordo dello Svetlana, dove il sovrano lo insignì dell'Ordine Imperiale di Dom Pedro I. Aleksej si mostrò un po' deluso e spiegò che aveva sperato di ricevere l'Ordine Imperiale della Rosa, seppur di grado inferiore, perché non aveva veduto mai un ordine più bello: Pietro II gentilmente lo insignì anche di quello. Una settimana dopo, il 9 giugno, lasciarono il Brasile.
Nel viaggio verso l'Estremo Oriente, la flotta fece scalo a Città del Capo, Batavia, Singapore, Hong Kong, Canton e Shanghai.

### Giro del Giappone

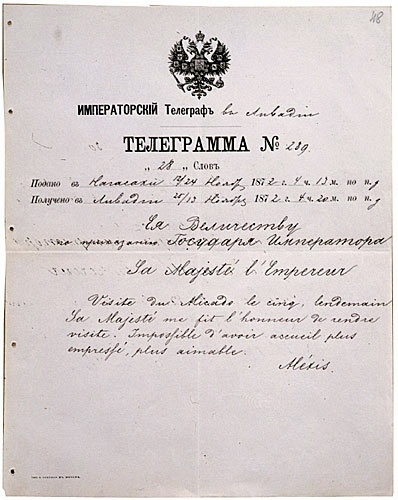
Telegramma mandato dal granduca allo zar Alessandro II per confermare la visita all'imperatore del Giappone

Il 15 ottobre 1872, la squadra navale russa gettò l'ancora nel porto di Nagasaki, dove venne ricevuta dal governatore locale. Il programma di visita del Granduca incluse un pranzo ufficiale in suo onore, visite ai villaggi vicini ed un'esibizione dei migliori sessanta lottatori del Giappone. Il 22 ottobre Aleksej e il suo staff visitarono il piccolo villaggio di Inasa, dove viveva una colonia russa. In seguito, la delegazione russa visitò due hotel, il Kronstadt ed il Mosca, ed il cimitero ortodosso.
La flotta russa lasciò Nagasaki il 24 ottobre e fece tappa intermedia a Kōbe, dove il Granduca fu accolto dal governatore locale. I russi rimasero sorpresi alla vista dei risciò, che non conoscevano, e che impiegarono nella loro gita alle cascate di Nunobiki, situate vicino alla città. Il Granduca presenziò ad una rappresentazione nel teatro della città.
Il 1º novembre giunsero a Yokohama: il Granduca fu ricevuto dal principe Arisugawa Taruhito, cancelliere del Regno (Daijō daijin), che lo accompagnò fino al castello di Edo, dove incontrò Soejima Taneomi, capo del Gaimushō, cioè ministro degli esteri. Il 5 novembre il Granduca fu ufficialmente ricevuto dall'Imperatore Mutsuhito.
L'Imperatore diede al Granduca un proprio ritratto perché questi lo recasse allo zar: fu il primo ritratto di un imperatore giapponese donato ad uno straniero. L'Imperatore in cambio ne chiese uno del sovrano russo. Il Granduca promise di mandarlo non appena giunto a San Pietroburgo: appena a bordo della Svetlana, ne mandò uno proprio per ringraziare il mikado. La scambio di doni continuò il giorno dopo, quando l'Imperatore regalò ritratti della moglie e della madre.
Il 9 novembre Aleksej, con il mikado, presenziò alla parata dell'esercito giapponese e, dopo il ritorno a palazzo, fu ricevuto dall'imperatrice Masako. Dopo pochi giorni l'imperatore Meiji, su invito del Granduca, fece visita alla squadra navale russa a Yokoama e, su richiesta del Granduca, graziò e lasciò liberi trentaquattro cristiani giapponesi.
Il 26 novembre la flotta russa lasciò il porto giapponese per Vladivostok, base della marina imperiale sul Pacifico, giungendovi il 5 dicembre, circa un anno e mezzo dopo aver lasciato Kronštadt. Aleksej, tornato nella capitale viaggiando attraverso la Siberia, si dedicò alla costruzione di un proprio palazzo cittadino, il Palazzo Alekseevskij.

## Carriera militare
Nel 1873, il granduca Aleksej fu nominato a capo delle Imperiali Guardie Navali ed entrò nella sezione per l'Ingegneria navale e l'artiglieria navale del Comitato Tecnico Navale Russo.
Durante la Guerra turco-russa (1877-1878) fu promosso comandante delle forze navali russe sul Danubio ed il 9 gennaio 1878 ricevette l'Ordine Imperiale di San Giorgio di IV classe per "l'instancabile e riuscita amministrazione delle forze navali e delle attrezzature il 14 giugno 1877 durante la costruzione delle teste di ponte ed attraversamenti a Zimnicea, Pietroşani e Nikopol e per le riuscite misure per la protezione di questi attraversamenti dalla distruzione delle forze nemiche".
Nel 1880 fu promosso aiutante generale e due anni dopo, salito al trono il fratello Alessandro III, venne a capo del Dipartimento Navale sostituendo lo zio, il granduca Costantino. Nel 1883 inoltre divenne Ammiraglio generale della flotta imperiale russa. Comunque il suo controllo sopra gli affari giornalieri fu limitato, mentre fu più coinvolto nella progettazione navale e militare. La sua influenza sullo zar gli diede molta importanza sulle decisioni finali.
Oltre ad essere a capo della flotta, il granduca era inoltre al comando del cadetti della Marina, del reggimento a protezione di Mosca, del trentasettesimo reggimento di fanteria Ekaterinburg, del settantasettesimo reggimento di fanteria Tenginsk e del diciassettesimo reggimento di fanteria Siberia Orientale.
Come comandante in capo della Marina, la sua principale preoccupazione fu l'ammodernamento costante della flotta, considerante il crescente progresso tecnologico: fece in modo di aumentare di cinque volte il budget per la marina e poté varare una serie di Pre-dreadnought, che andarono a sostituire le vecchie navi corazzate. Questo portò a dividere le navi da guerra russe in alcune classi:
- La Classe Peresvet, ispirata all'inglese HMS Centurion.
- La Classe Borodino, basata sul design francese della Cesarevič.
- La Classe Petropavlovsk, disegnata ai cantieri Galerniy, San Pietroburgo.
- La pre-dreadnought Navarin, basata sul progetto della classe Trafalgar inglese.

Inoltre fece ricostruire vecchie corazzate della Classe Imperator Aleksandr II a la Fench La Seyne e mise in servizio nuovi incrociatori, tra cui l'Aurora.
Il granduca favorì l'ammodernamento della Marina russa: ricostruiti e sviluppati i porti militari di Sebastopoli, di Alessandro III a Livada (ora Liepāja, Lettonia) e Port Arthur, accresciuto il numero dei cantieri ed ampliati i bacini di carenaggio a Kronstadt, Vladivostok e Sebastopoli. Egli riorganizzò anche la marina, definendo le condizioni per differenti qualifiche navali, redigendo le bozze di regole per gestire il servizio di lungo corso di capitani di prima e seconda classe, ristrutturando il corpo degli ingegneri meccanici e degli ingegneri navali ed ampliando il numero degli ufficiali e degli equipaggi.

## Vita alla corte russa
I denigratori parlarono della vita del granduca Aleksej Aleksandrovič come fatta di «donne veloci e navi lente», riferendosi alla sua promiscuità in amore ed alla sconfitta della marina russa da parte dei giapponesi. Questa affermazione non è comunque giustificata, perché, nonostante qualunque ostacolo, il suo contributo alla modernizzazione della marina russa fu rilevante. Lontano dalla sua scrivania Aleksej Aleksandrovič dedicò il suo tempo ai piaceri della vita: organizzava generosi intrattenimenti e collezionava argenteria ed altri manufatti artistici per adornare il suo palazzo. Donnaiolo, egli trascorse le sue vacanze a Parigi o a Biarritz, ogni volta in compagnia di una dama differente.
Verso la fine degli anni 1880 egli iniziò una famosa relazione con la Duchessa di Leuchtenberg, la moglie morganatica di uno dei suoi cugini. Nata Zinaida Skobelyeva, Zina era una donna eccezionalmente bella che aveva sposato Eugenio di Leuchtenberg come seconda moglie nel 1870. Alessandro II la creò contessa di Beauharnais e Alessandro III la elevò al rango di Altezza Serenissima e duchessa di Leuchtenberg. Il granduca Aleksej Aleksandrovič era così innamorato di lei che condusse la loro liaison apertamente, sotto il tetto del marito di lei ed in sua conoscenza. Eugenio Leuchtenberg aveva perso la maggior parte della sua fortuna e per molti anni egli e Zenaida vissero della generosità del cugino. Anche dopo la morte della moglie nel 1899 il Duca continuò a vivere sotto lo stesso tetto di Aleksej.
Oltre ad assolvere ai suoi doveri militari, il granduca Aleksej Aleksandrovič era anche presidente della Commissione Imperiale per la Promozione del Balletto.
Nel 1904 egli fu uno dei padrini dello zarevic Aleksej Nikolaevič; gli altri padrini erano l'imperatrice madre Maria Feodorovna, il kaiser Guglielmo II di Germania, il re Edoardo VII del Regno Unito, il re Cristiano IX di Danimarca, il granduca Ernesto Luigi d'Assia, la principessa della corona di Prussia Vittoria, la granduchessa Aleksandra Iosifovna, il granduca Michail Nikolaevič e la granduchessa Olga Nikolaevna. Inoltre, tutti i soldati in servizio durante la guerra russo-giapponese vennero nominati padrini di Aleksej.

## Morte
A seguito dell'assassinio del fratello, il granduca Sergej Aleksandrovič di Russia, nel febbraio 1905, ed al suo allontanamento in disgrazia dalla marina nel giugno dello stesso anno, Aleksej Aleksandrovič passò la maggior parte del suo tempo in una casa parigina che aveva acquistato nel 1897. La sua casa di Avenue Gabriel aveva porte aperte per scrittori, pittori, attori e soprattutto attrici; egli da sempre era stato meno interessato al servizio militare piuttosto che alle arti ed alla moda, e da lungo tempo era riconosciuto come un conoscitore della vita sociale, artistica e letteraria di Parigi. La sua figura imponente era una vista famigliare in ristoranti e teatri, particolarmente alle prime. La sua ultima apparizione pubblica, una settimana prima della morte, fu ad una prova costumi di un nuovo dramma a Vaudeville. I molti agi e la bella vita infine riscossero il loro pedaggio sulla salute del Granduca: morì di polmonite a Parigi il 27 novembre 1908. È stato riportato che la sua morte afflisse notevolmente lo zar Nicola II, suo nipote, il quale lo avrebbe definito come lo zio preferito.
Nel 2006 il diario del granduca Aleksej Aleksandrovič Romanov venne trovato nella Biblioteca Nazionale Russa assieme ai fondi Jusupov; il testo, scritto in inglese, inizia nel 1862 e termina nel 1907. Non è ancora stato pubblicato.

## Cultura di massa
La caccia nel Far West del Granduca è stata citata nella versione cinematografica di Maverick, con Mel Gibson; nel film Aleksej Aleksandrovič viene spinto a credere, dopo essersi annoiato di cacciare animali, di aver ucciso un nativo americano.
Egli è inoltre descritto da Boris Akunin nel suo romanzo The coronation of the last Romanov (in russo Коронация, или Последний из романов?), in cui egli è presentato come il personaggio Georgi Aleksandrovici.
Aleksej fa un cameo nell'albo di Lucky Luke Il piedidolci, come uno dei pochi stranieri famosi che ha potuto avere una tranquilla visita nel Far West. Tuttavia, una sua parodia appare nell'albo del 1973, Il granduca, sotto il nome di Granduca Leonida, che assume Luke per poter godere di una vera esperienza western prima di firmare un trattato commerciale con gli Stati Uniti, il tutto mentre è inconsciamente pedinato da un terrorista anarchico suo compatriota che tenta di farlo fuori. Leonida riappare anche nell'adattamento animato e un'altra sua controparte appare nella serie TV di Terrence Hill.

## Ascendenza
|                               |                 |                                                | Genitori                                               |  |  | Nonni |  |  | Bisnonni          |  |  | Trisnonni            |  |
|                               |                 |                                                |                                                        |  |  |       |  |  | Paolo I di Russia |  |  | Pietro III di Russia |  |
|                               |                 |                                                |                                                        |  |  |       |  |  | Paolo I di Russia |  |  | Pietro III di Russia |  |
|                               |                 | Caterina II di Russia                          |                                                        |  |  |       |  |  | Paolo I di Russia |  |  |                      |  |
| Nicola I di Russia            |                 |                                                |                                                        |  |  |       |  |  | Paolo I di Russia |  |  |                      |  |
|                               |                 | Sofia Dorotea di Württemberg                   | Federico II Eugenio di Württemberg                     |  |  |       |  |  |                   |  |  |                      |  |
|                               |                 | Sofia Dorotea di Württemberg                   | Federico II Eugenio di Württemberg                     |  |  |       |  |  |                   |  |  |                      |  |
|                               |                 | Sofia Dorotea di Württemberg                   | Federica Dorotea di Brandeburgo-Schwedt                |  |  |       |  |  |                   |  |  |                      |  |
| Alessandro II di Russia       |                 | Sofia Dorotea di Württemberg                   |                                                        |  |  |       |  |  |                   |  |  |                      |  |
|                               |                 | Federico Guglielmo III di Prussia              | Federico Guglielmo II di Prussia                       |  |  |       |  |  |                   |  |  |                      |  |
|                               |                 | Federico Guglielmo III di Prussia              | Federico Guglielmo II di Prussia                       |  |  |       |  |  |                   |  |  |                      |  |
|                               |                 | Federico Guglielmo III di Prussia              | Federica Luisa d'Assia-Darmstadt                       |  |  |       |  |  |                   |  |  |                      |  |
| Carlotta di Prussia           |                 | Federico Guglielmo III di Prussia              |                                                        |  |  |       |  |  |                   |  |  |                      |  |
|                               |                 | Luisa di Meclemburgo-Strelitz                  | Carlo II di Meclemburgo-Strelitz                       |  |  |       |  |  |                   |  |  |                      |  |
|                               |                 | Luisa di Meclemburgo-Strelitz                  | Carlo II di Meclemburgo-Strelitz                       |  |  |       |  |  |                   |  |  |                      |  |
|                               |                 | Luisa di Meclemburgo-Strelitz                  | Federica Carolina Luisa d'Assia-Darmstadt              |  |  |       |  |  |                   |  |  |                      |  |
| Aleksej Aleksandrovič Romanov |                 | Luisa di Meclemburgo-Strelitz                  |                                                        |  |  |       |  |  |                   |  |  |                      |  |
|                               | Luigi I d'Assia | Luigi IX d'Assia-Darmstadt                     |                                                        |  |  |       |  |  |                   |  |  |                      |  |
|                               | Luigi I d'Assia | Luigi IX d'Assia-Darmstadt                     |                                                        |  |  |       |  |  |                   |  |  |                      |  |
|                               | Luigi I d'Assia | Carolina del Palatinato-Zweibrücken-Birkenfeld |                                                        |  |  |       |  |  |                   |  |  |                      |  |
| Luigi II d'Assia              | Luigi I d'Assia |                                                |                                                        |  |  |       |  |  |                   |  |  |                      |  |
|                               |                 | Luisa d'Assia-Darmstadt                        | Giorgio Guglielmo d'Assia-Darmstadt                    |  |  |       |  |  |                   |  |  |                      |  |
|                               |                 | Luisa d'Assia-Darmstadt                        | Giorgio Guglielmo d'Assia-Darmstadt                    |  |  |       |  |  |                   |  |  |                      |  |
|                               |                 | Luisa d'Assia-Darmstadt                        | Maria Luisa Albertina di Leiningen-Dagsburg-Falkenburg |  |  |       |  |  |                   |  |  |                      |  |
| Maria d'Assia-Darmstadt       |                 | Luisa d'Assia-Darmstadt                        |                                                        |  |  |       |  |  |                   |  |  |                      |  |
|                               |                 | Carlo Luigi di Baden                           | Carlo Federico di Baden                                |  |  |       |  |  |                   |  |  |                      |  |
|                               |                 | Carlo Luigi di Baden                           | Carlo Federico di Baden                                |  |  |       |  |  |                   |  |  |                      |  |
|                               |                 | Carlo Luigi di Baden                           | Carolina Luisa d'Assia-Darmstadt                       |  |  |       |  |  |                   |  |  |                      |  |
| Guglielmina di Baden          |                 | Carlo Luigi di Baden                           |                                                        |  |  |       |  |  |                   |  |  |                      |  |
|                               |                 | Amalia d'Assia-Darmstadt                       | Luigi IX d'Assia-Darmstadt                             |  |  |       |  |  |                   |  |  |                      |  |
|                               |                 | Amalia d'Assia-Darmstadt                       | Luigi IX d'Assia-Darmstadt                             |  |  |       |  |  |                   |  |  |                      |  |
|                               |                 | Amalia d'Assia-Darmstadt                       | Carolina del Palatinato-Zweibrücken-Birkenfeld         |  |  |       |  |  |                   |  |  |                      |  |
|                               |                 | Amalia d'Assia-Darmstadt                       |                                                        |  |  |       |  |  |                   |  |  |                      |  |